# 三井寿
三井 寿（みつい ひさし）は、井上雄彦の漫画作品およびそれを原作とするアニメ『SLAM DUNK（スラムダンク）』に登場する架空の人物。
担当声優は置鮎龍太郎。劇場アニメ『THE FIRST SLAM DUNK』では笠間淳。

## プロフィール
- 所属：湘北高等学校3年3組（高1時は1年10組在籍）
- 身長：184 cm（高1時は176 cm）
- 体重：70 kg（高1時は63 kg）
- 誕生日：5月22日 [2]
- 背番号：14(武石中の時は4)
- ポジション：シューティングガード（SG）、ガードフォワード（GF）[注 1]
- バッシュ：アシックス ゲルエキスパートLX-L →ジャパンL →ハイタイム

## 人物
武石中時代、チームの得点源として、同中学を神奈川県大会優勝に導き、同大会の最優秀選手を獲得した天才シューター。
同大会決勝で優勝への原動力となった安西の「あきらめたらそこで試合終了だよ」という言葉に感銘を受け、安西に恩返したいという思いから、強豪校（海南大附属や陵南など）からの誘いを蹴って湘北へ入学する。当然ながらエースとして期待されていたが、入部初日に1年生同士の紅白戦で左膝を負傷。治療のために入院していたが完治する前に無断で病院を抜け出して自主練習や体育館での練習に参加してしまい、結局は再発させてしまう。インターハイ予選で、同級生でライバルでもある赤木剛憲の活躍を目の当りにして挫折。秘かに会場から去り、それ以降部に現れなくなる。
以降は不良と化し、そのまま2年間も自暴自棄な生活を送りながら、不良仲間とつるんでリーダー格となって過ごす。バスケ部期待の新人とされる宮城リョータへの嫉妬とバスケへのこだわりから宮城に対して執拗につけ回しケンカを仕掛けるが、リーダー格であることを見抜かれ、宮城の先制攻撃で前歯数本を折るほどの重傷を負って入院。その後退院するも、リョータへの敵意は健在な上、仕返ししようとした際に偶然居合わせた桜木花道ともトラブルが生じたことから、2人への復讐をかけて、不良仲間と共にバスケ部を襲撃する。廃部を盾にして執拗に追い詰めたものの、ピンチに駆け付けた桜木軍団の活躍により、逆に追い詰められて洋平に圧倒されてしまう。そして、課外授業で遅れてきた赤木が駆け付け、その振る舞いを見た赤木から平手打ちを見舞われる。また、木暮から自身の過去を公表される。彼の本心を悟った堀田に「三っちゃん、本当はバスケ部に戻りたいんじゃ」と尋ねられる が堀田を殴り、さらに止めに入った木暮の誘いにも耳を貸さず、「バスケなんてただのクラブ活動じゃねーか!!」「つまらなくなったから、やめたんだ。それが悪いか!!」と発言したために木暮の怒りを買い、「ただの根性なし」「夢見させるようなこと言うな！」と言い返され、リョータからも「一番過去にこだわってるのはアンタ（三井）だろ？」と指摘を受ける。必死にそれを否定したものの、最終的には体育館に現れた安西との再会により、ずっと捨てきれずにいたバスケへの思いが爆発し遂に溢れ出してしまう。そして、その思いの丈を安西に「バスケがしたいです」と涙ながらに告白した。
事件後、意地もプライドも捨て、伸ばしていた長髪を切り落とし、遺恨のために治さずにいた前歯も差し歯に変えてバスケ部に復帰した。復帰後は怪我をしていた左膝に赤いサポーターを着用。他の部員にアドバイスをするなど、比較的早い段階で打ち解けており、花道、リョータ、流川楓とは問題児軍団の一員として扱われる。また、1年の頃は犬猿の仲だった赤木とは翔陽戦では憎まれ口を叩き合う一幕はあったものの、特段大きな衝突はしておらずある程度良好な関係を築けている様子。安西のことを以前にも増して尊敬するようになったため、安西に度々無礼な言動を取る花道に怒ったり、決勝リーグの陵南戦前日に安西が入院した際には「インターハイ出場をお見舞いの品に持っていきます」と誓ったり、安西の席に遺影と誤解しかねない写真を置いたりした。更生したとはいえ、親からの信頼は完全には回復されていない様子だが、不良時代に比べると、多少親子関係は修復された様子。アニメ版では学制服のボタンも止めるようになった。
良くも悪くも純粋であり、木暮からは「後悔の念が強い分、あいつは、過去の自分を美化し、今の自分を責める傾向がある」と評されている。不良化する前の中学時代には自らを「エース」や「スーパースター」などと称するなど、自信家で少々自惚れたところもあった。復帰後は謙虚な姿勢を見せるようになり、三浦台との試合において、赤木と木暮以外の主力が安西の手で前述した騒動を起こしたお仕置きとして、ベンチ待機を命じられてしばらく経った際、安西から「君たち、もうケンカはしないかね？」と問われた際には「もう二度と…」と答え、試合出場を認められた。以降も約束通り、ケンカ（殴り合いなどの暴力）を一切しないなど部の存続に関わる事態を招いたことを猛省している。
堀田やその仲間には不良グループのリーダー格として「三井君」、「三っちゃん」と呼ばれており、バスケ部への復帰後も普通の友人として変わらず慕われているようで、試合には応援に駆け付けていた。また、膝の検査のために病院に向かった帰りに偶然会った鉄男にも髪を切った姿を「おめーにはそっちの方が似合ってる」と評され穏やかに見送られるなど、かつての不良仲間とは良好な関係を築けていたようである。 しかし、アニメ版では竜を中心とした不良グループに鉄男ともどもお礼参りの暴行を受けている。
あだ名に関しては、花道からはバスケ部襲撃事件時、その風貌から「女男」と呼ばれていたが、バスケ部への復帰後は「ミッチー」と呼ばれる。最初はこの呼び方には本人は嫌悪感すら抱いていたがそれが桜木にとっての優しさだと気づきその後はこの呼び方にはまったく気にしなくなっている。赤木、小暮からは「三井」と名前で呼ばれている。
インターハイ後は、赤木と木暮が引退する中で3年生としては、唯一バスケ部に残り、冬の選抜大会への出場を目指す。赤木と木暮に対し、「引退しようが落ちる奴は落ちるんだよ」と文句を言っていたが、晴子曰く、「赤木と木暮の引退で一番寂しそうだったのも彼だった」とのこと。原作終了後の黒板漫画では秘かに大学へのバスケ推薦入学を目指しており、本人曰く「赤木と違って学力ではノーチャンス」なため「インターハイの時より、なんとしても目立って推薦を取る」という意気込みをみせている。また、無駄な時間を過ごすまでは「そんな馬鹿ではなかった」らしく学力に関しても真面目に取り組まなかったことを後悔している。晴子の花道に宛てた手紙によると、新キャプテンのリョータが「鬼キャプテン」を目指し厳しい指導を行うため、リョータとは時々ケンカになるとのこと。
作者の井上雄彦によると、当初は三井をただの不良役で終わらせる予定であったが、体育館での喧嘩のシーンが予想外に長引き、その間に三井に感情移入したため、急遽予定を変更して湘北メンバーに加えることになり、そのような経緯があるため、三井の人気がこれほど高くなったのは意外だったという。また名前は福岡県の「三井の寿（みいのことぶき）」という日本酒に由来する。
連載中に行われた人気投票では1回目では第18位、2回目では第2位にランク入りしている。
番長軍団が応援団として駆けつけているが、本人は「気持ち悪い」と言ってる他、宮城に「流川とえらい違い」と言われ、「ほっとけ」と返している。
『THE FIRST SLAM DUNK』にて新たに過去が描写され、中学時代に宮城と出会っていたこと、不良時代に湘北の試合を観戦しに行っていたことが判明した。また、宮城・安田に遭遇し暴行のきっかけとなった場面、宮城に暴行を加えた際に彼のバッシュを蹴り飛ばした描写、バスケに復帰する際に切った髪を宮城に驚かれ「戻るのか」と尋ねられた際に「うるせえ、俺は諦めが悪いんだよ」と返し、体育館に入る前に深々と礼をしバスケ部の面々に驚かれる場面も描かれた。

## プレースタイル
バスケット選手として天性の素質を持つが、2年のブランクの影響からスタミナに大きな不安があり、シュートの決定率も試合によりムラがある。しかし、体力を失ってからもビッグプレイにより試合の流れを変えることがある。チームメイトと比べると取り分け高い身体能力があるわけではないが、海南戦後のミニゲームでは成長著しい花道を抑えるなど赤木をもって「やはりバスケセンス抜群」と舌を巻くほどのセンスの持ち主であり、そのシュートフォームは全国最強チームである山王工業の堂本監督をして選手たちに「手本にしてもらいたいくらいだ」と言わしめたほどである。練習後の流川との1on1勝負では隙を突いたスリーポイントシュートで勝利。安西監督から、湘北に知性ととっておきの飛び道具を加えたと評される通り、作中では主にスリーポイントシューターとして活躍するが、湘北入部時に「ポジションはどこでもやれます」と名乗ったようにアウトサイドシュート以外の場面でも活躍できる総合力があり、ミドルレンジからのジャンプシュートの打点も高い。